# Yerko Andrés Kukoc del Carpio
Yerko Andrés Kukoc del Carpio (* 6. März 1954 in Potosí; † 27. Juni 2011 in Miami) war ein bolivianischer Politiker.

## Leben
Yerko Andrés Kukoc del Carpios Familie stammt aus Kroatien. Im Departamento Potosí beutete sie die Zinnmine am Malmisa (4887 m), in der Cordillera de los Frailes aus.
Yerko Kukoc studierte am Colegio Franciscano de Potosí auf den Colegios Alemán und Sagrado Corazón in Sucre. Er wurde Bachelor der Landwirtschaft des Instituto Latinoamericano de Educación (Ilade).
Seine Tante Modesta del Carpio kandidierte 1978 auf eine Nachrückmandat für Potosí auf der Liste der Unión Democrática y Popular (UDP). Yerko Andrés Kukoc del Carpio hatte zunächst Verbindungen zur Acción Democrática Nacionalista (ADN). Später näherte er sich dem Movimiento Nacionalista Revolucionario (MNR) an. 1993 wurde er ins Parlament gewählt, das Mandat nahm er nicht wahr, da er während der ersten Präsidentschaftsperiode von Gonzalo Sánchez de Lozada, von 1993 bis 1997 zum Präfekten des Departamento Potosí ernannt war.
In der zweiten Präsidentschaftsperiode von Gonzalo Sánchez de Lozada, von Februar bis 17. Oktober 2003 war er Innenminister. Am 17. Oktober 2003 Masacre de Octubre wurde ein Aufruhr niedergeschlagen, dabei kamen 64 Menschen ums Leben und 497 wurden verletzt. Kukoc gehörte zu 17 Angeklagten, gegen die ab 22. Oktober 2003 ein Gerichtsverfahren im Zusammenhang mit dem ‘octubre negro’ eingeleitet wurde.
Er starb an einem Myokardinfarkt.